# Mangora amacayacu
Mangora amacayacu es una especie de Arachnida del género Mangora, de la familia Araneidae, del orden Araneae.

## Distribución
Mangora amacayacu se distribuye por Colombia, Venezuela, Perú y Brasil.

## Taxonomía
Fue descrita científicamente por Levi en 2007. Fue publicado por primera vez en Levi, H. W. (2007). The orb weaver genus Mangora in South America (Araneae, Araneidae). Bulletin of the Museum of Comparative Zoology 159: 1-144.